# Bundaleer
Bundaleer är en ort i Australien. Den ligger i kommunen Northern Areas och delstaten South Australia, omkring 160 kilometer norr om delstatshuvudstaden Adelaide. Antalet invånare är 123.
Trakten runt Bundaleer är nära nog obefolkad, med mindre än två invånare per kvadratkilometer.. Närmaste större samhälle är Spalding, nära Bundaleer.
Trakten runt Bundaleer består till största delen av jordbruksmark. Genomsnittlig årsnederbörd är 513 millimeter. Den regnigaste månaden är maj, med i genomsnitt 78 mm nederbörd, och den torraste är december, med 12 mm nederbörd.